# Monte Alegre (Rio Grande do Norte)
Monte Alegre è un comune del Brasile nello Stato del Rio Grande do Norte, parte della mesoregione dell'Agreste Potiguar e della microregione dell'Agreste Potiguar.